# Solenopsis invicta
La formica di fuoco o formica guerriera (Solenopsis invicta Buren, 1972) è una formica appartenente alla sottofamiglia Myrmicinae.

## Descrizione
Le operaie di Solenopsis invicta sono di colore bruno rossastro di piccole dimensioni, con una lunghezza che va dai 2 mm ai 4 mm. Sono dotate di un pungiglione velenoso che infligge punture molto dolorose, paragonabile a un fiammifero acceso conficcato sotto la pelle. Le regine di questa specie hanno una lunghezza che va dai 6 mm ai 8 mm. Sono di colore molto simile a quello delle operaie.

## Distribuzione e habitat
Originaria del Brasile, S. invicta è stata introdotta e si è naturalizzata in Antigua e Barbuda, Australia, Bahamas, Isole Vergini britanniche, Isole Cayman, Cina, Hong Kong, Malaysia, Nuova Zelanda, Paraguay, Porto Rico, Singapore, Taiwan, Trinidad e Tobago, Turks e Caicos, Stati Uniti meridionali, Isole Vergini. Nel 2023 la specie è stata segnalata la prima volta in Europa in Italia.
Queste formiche sono considerate dannose, non solo per il dolore causato dalla puntura, ma perché la costruzione dei formicai può danneggiare le radici delle piante, portando alla perdita di intere piantagioni, interferendo con la produzione agraria. Sovente i formicai appaiono contemporaneamente in campi o in aree suburbane. È stata inserita dagli specialisti della IUCN nell'elenco delle Cento specie invasive più dannose al mondo.

## Biologia

### Alimentazione
L'alimentazione preferenziale della S. invicta è costituita dalle sostanze proteiche che ricava dagli insetti che preda In ogni caso, la dieta può contemplare varie componenti di origine animale (invertebrati e vertebrati) o vegetale, incluse sostanze oleose e zuccherine, sebbene non consumi spesso nettare extrafloreale e non eserciti raramente attività di raccolta.

## Lotta biologica
Sono spesso impiegati nella lotta biologica contro le S. invicta i Phoridae, ditteri parassitoidi appartenenti alle specie Pseudacteon tricuspis e Pseudacteon curvatus, o i formichieri.

## Genomica
Il genoma della formica di fuoco è stato sequenziato nel 2010.

## Tossicologia

### Umani
La tossicologia del veleno di formica di fuoco è stata relativamente ben studiata. Il veleno è importante per la formica, consentendole di catturare la sua preda e di difendersi. Circa 14 milioni di persone vengono punte ogni anno negli Stati Uniti, che possono soffrire di reazioni che vanno da un lieve eczema allo shock anafilattico. La puntura è talmente dolorosa che viene paragonata a un fiammifero che viene acceso sotto la pelle. Le reazioni più comuni alle punture di formica di fuoco sono una sensazione di bruciore nel sito della puntura, seguita da orticaria e formazione di pustole. Alcune vittime possono sviluppare una reazione allergica più grave che può essere pericolosa per la vita. Il veleno è composto principalmente da alcaloidi insolubili con una fase acquosa minore contenente circa 46 proteine di cui quattro sono segnalate come allergeni. È disponibile un'immunoterapia efficace.

### Animali
Nei cani, le punture della formica di fuoco possono causare dermatosi pustolosa, una condizione in cui compaiono pustole. Dopo essere stati punti, la risposta immediata consiste in eritema e gonfiore. Le pustole rimangono per circa 24 ore, mentre negli esseri umani possono durare diversi giorni. Nel bestiame, le formiche di fuoco pungono principalmente gli animali nelle regioni senza peli, in particolare intorno alle orecchie, agli occhi, al muso, al perineo e alla parte ventrale dell'addome. Il bestiame neonato o giovane può essere accecato o ucciso quando attaccato dalle formiche. Gli individui sani hanno meno probabilità di essere attaccati rispetto agli animali deboli o malati. Si verificano papule rosse e un leggero gonfiore, seguiti da vescicole in cui si forma del pus con un alone rosso che si sviluppa entro 24-48 ore. Gli occhi e le palpebre sono comunemente danneggiati dalle punture; nelle pecore e nelle capre, un unguento oftalmico contenente antibiotici e corticosteroidi può essere utilizzato per trattare gli occhi, ma questo trattamento non è raccomandato per i cavalli. Negli animali non domestici, sono stati segnalati casi di punture di formiche di fuoco in animali come furetti, talpe, scoiattoli, cervi dalla coda bianca, conigli selvatici e antilopi cervicapra appena nate, così come lucertole gufi. Le conseguenze delle ferite sono simili a quelle degli animali domestici.
È noto che le formiche di fuoco uccidono attivamente gli animali vertebrati e causano significative perdite di bestiame. Gli animali possono scatenare importanti episodi di puntura quando disturbano i nidi attivi, con migliaia di formiche che partecipano all'attacco. Durante tali episodi, un animale può subire da centinaia a migliaia di punture individuali. Si sospetta che molte vittime delle formiche di fuoco possano essere depresse a causa degli effetti della tossina. Alcuni animali possono ingoiare le formiche di fuoco mentre leccano o mordono intorno ai siti in cui stanno pungendo. Ciò può causare ulteriori lesioni all'interno dell'animale stesso, specialmente nel tratto gastrointestinale superiore. Nei cuccioli di cervo dalla coda bianca che allattano, sono stati trovati siti di puntura nell'esofago e nell'abomaso; le tossine delle formiche ingerite possono causare infiammazione del rivestimento gastrointestinale.

## Come parassiti

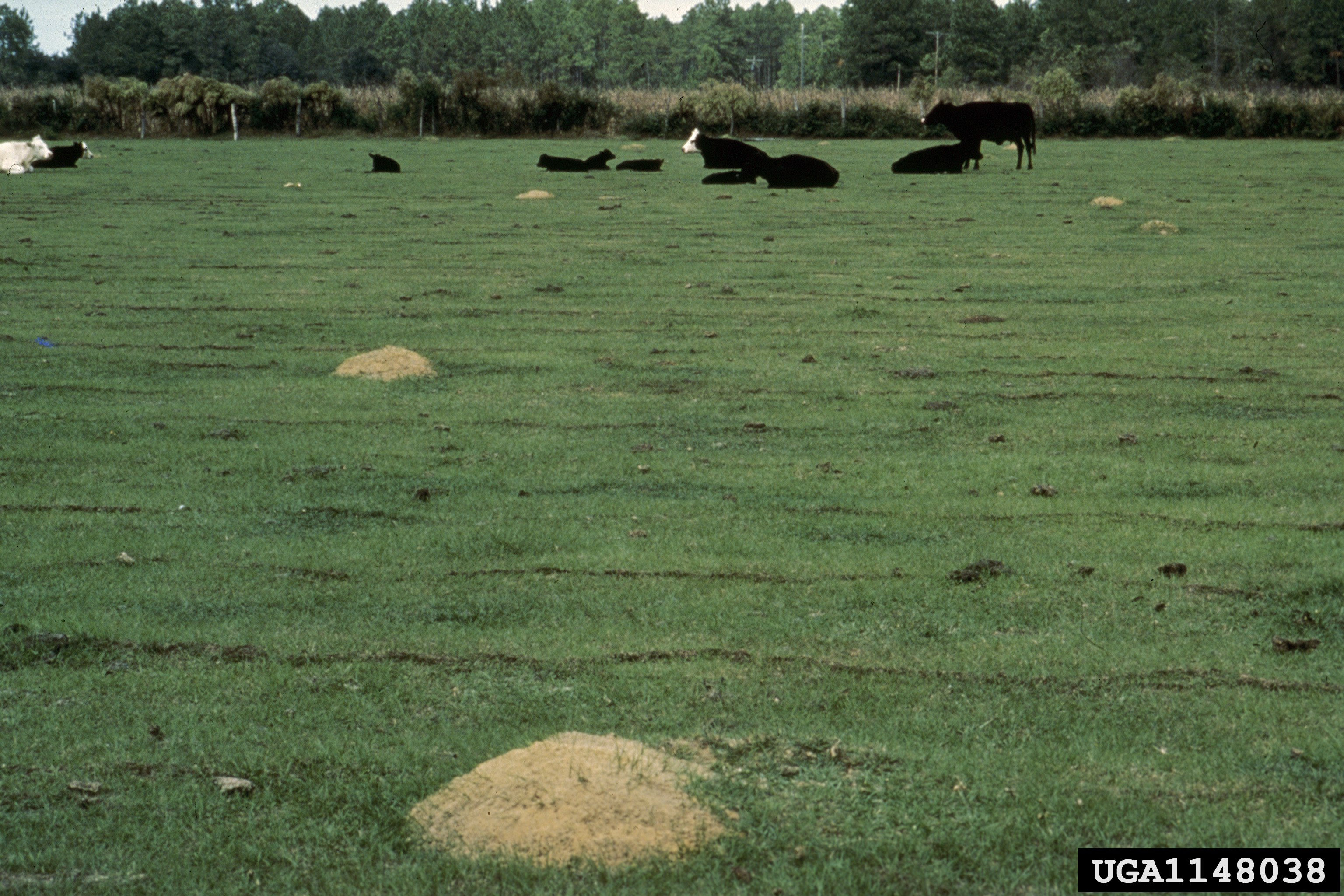
Tumuli trovati su terreni agricoli

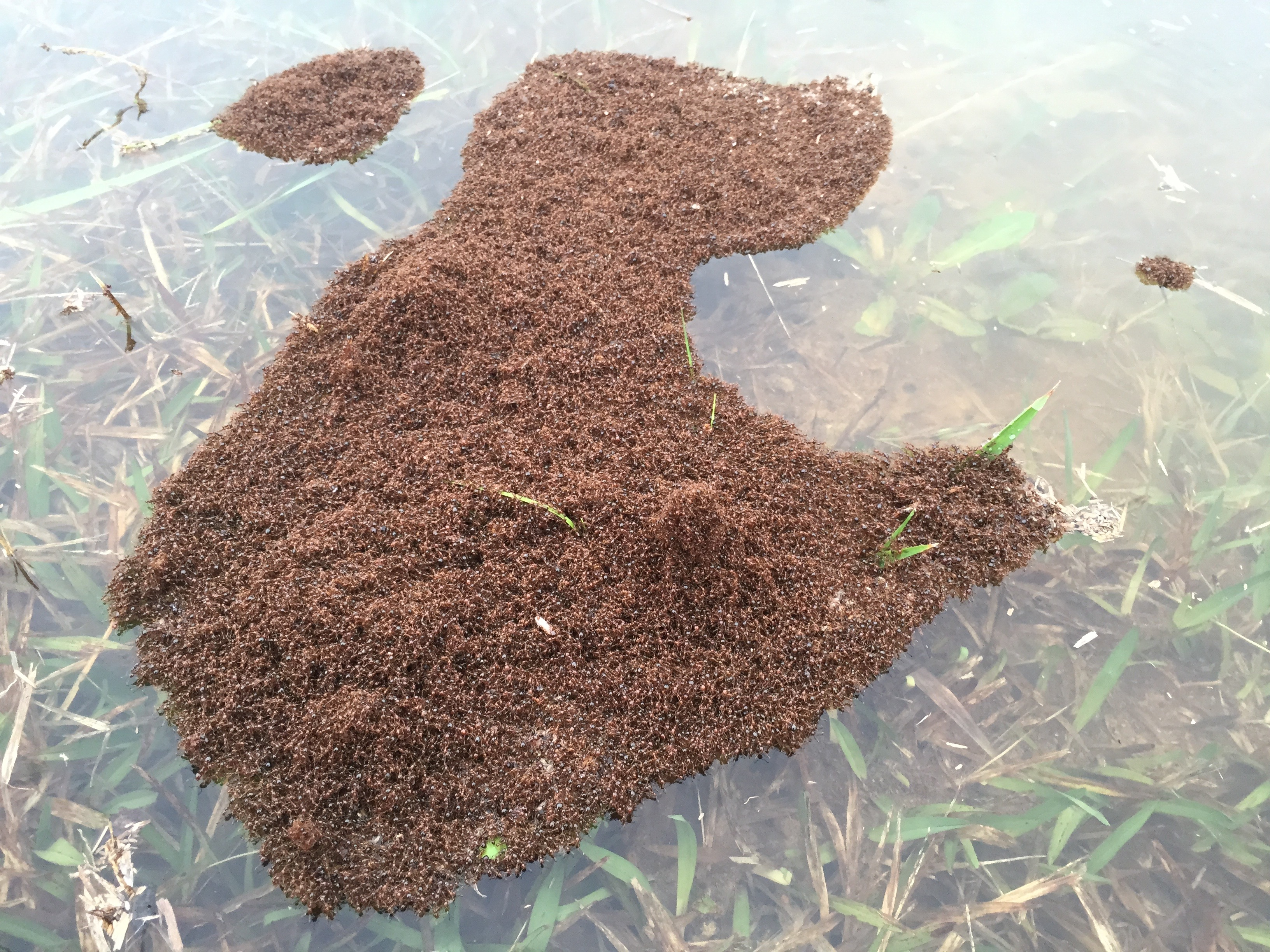
Una "zattera" galleggiante di formiche di fuoco nella Carolina del Nord è visibile sopra la terra che normalmente forma la riva di uno stagno. La terra era stata sommersa a causa delle piogge eccessive e delle conseguenti inondazioni che hanno inondato il nido. La zattera è ancorata ad alcune foglie d'erba che si estendono sopra la superficie dell'acqua.

A causa della loro notorietà e del comportamento invasivo, le formiche di fuoco sono considerate parassiti. Negli Stati Uniti, la Food and Drug Administration stima che ogni anno vengano spesi più di 5 miliardi di dollari per cure mediche, danni e controllo nelle aree infestate. Solo in Texas, le formiche di fuoco hanno causato 300 milioni di dollari di danni al bestiame, alla fauna selvatica e alla salute pubblica. Circa 36 dollari per famiglia americana e più di 250 milioni di dollari sono stati spesi per controllare e sradicare le formiche di fuoco. Le agenzie private spendono annualmente dai 25 ai 40 milioni di dollari in pesticidi. L'eradicazione non riuscita in Australia potrebbe costare all'economia miliardi di danni all'anno e, sulla base di uno studio del governo del Queensland, il costo stimato potrebbe raggiungere i 43 miliardi di dollari in 30 anni.
Le formiche di fuoco prosperano nelle aree urbane, specialmente nei cortili, nei campi da golf, nei parchi, nelle aree ricreative, nei cortili delle scuole e ai bordi delle strade, dove la loro presenza può scoraggiare le attività all'aperto. Se entrano in case o proprietà, possono danneggiare gli animali domestici se sono in gabbia, rinchiusi, legati o non possono scappare. I nidi possono essere costruiti sotto i marciapiedi o persino le strade, così come sotto i vialetti, le fondamenta, i prati, i bordi dei marciapiedi, sotto le lastre del patio, nelle scatole elettriche o vicino alle linee elettriche. Una colonia può scavare enormi quantità di terreno, causando problemi strutturali nei vialetti, nelle pavimentazioni e nei muri e può anche causare la formazione di buche nelle strade. Ulteriori danni causati dai cumuli possono essere inflitti ad alberi, piante da giardino e tubi; alcune strutture possono anche crollare. Le colonie possono migrare nelle case umane dopo forti piogge per rifugiarsi dal terreno saturo.
Non solo prosperano nelle aree urbane, le formiche di fuoco possono danneggiare attrezzature e infrastrutture e avere un impatto sui valori aziendali, territoriali e immobiliari. Sono anche attratte dall'elettricità; le operaie stimolate elettricamente rilasciano alcaloidi velenosi, feromoni di allarme e feromoni di reclutamento, che a loro volta attraggono più operaie sul posto. Di conseguenza, le formiche di fuoco possono distruggere le apparecchiature elettriche. Questo è noto come magnetismo, dove gli scienziati hanno identificato materiali magnetici interni che possono svolgere un ruolo nei comportamenti di orientamento. Sono note per masticare l'isolamento elettrico, il che causa danni ai motori elettrici, alle linee di irrigazione, alle pompe, alle cabine di segnalazione, ai trasformatori, alle centrali telefoniche e ad altre apparecchiature. Le colonie si aggregano vicino ai campi elettrici e sono in grado di causare cortocircuiti o interferire con interruttori e apparecchiature come condizionatori d'aria, computer e pompe dell'acqua. Sono anche note per infestare le aree di atterraggio degli aeroporti e i semafori.
La formica di fuoco è un parassita agricolo significativo nelle aree in cui non è nativa. Sono in grado di danneggiare i raccolti e minacciano pascoli e frutteti. I cumuli stessi possono distruggere attrezzature agricole come sistemi di irrigazione e danneggiare i macchinari durante il periodo del raccolto.
Nonostante il suo status di parassita e la sua notorietà, la formica rossa di fuoco può essere utile: è un efficace predatore di insetti, quindi può fungere da agente biologico contro altre specie di parassiti, specialmente nei campi di canna da zucchero. Gli insetti parassiti che la formica uccide includono Anthonomus grandis, Diatraea saccharalis, Haematobia irritans, Anticarsia gemmatalis e Aleyrodidae.
Oltre al controllo chimico, altri metodi che possono essere impiegati contro queste formiche includono dispositivi meccanici ed elettrici. Tuttavia, non si sa se questi dispositivi siano efficaci o meno. La protezione dalle formiche può essere efficace contro le colonie che nidificano all'interno degli edifici mediante la sigillatura e la sigillatura delle crepe, che sopprimono con successo la popolazione all'esterno delle pareti. I proprietari di case hanno utilizzato i propri metodi per rimuovere i cumuli versandoci sopra acqua bollente o accendendoli con liquidi infiammabili. Sebbene questi metodi possano essere efficaci, non sono raccomandati perché possono essere dannosi per gli esseri umani e l'ambiente.